# Linux Magazine
Linux Magazine – międzynarodowe czasopismo poświęcone Linuksowi wydawane przez Computec Media (w Polsce – przez Wiedza i Praktyka sp. z o.o.). Polska edycja pojawiła się na początku 2004 roku. Dla Linux Magazine pisze wiele znanych w świecie otwartego oprogramowania i Linuksa postaci, m.in. Klaus Knopper (twórca dystrybucji Knoppix), Dmitri Popov, Jon „Maddog” Hall, Charly Kuehnast.